# Martin Elfand
Martin Elfand (* 1937 in Los Angeles, Kalifornien) ist ein US-amerikanischer Filmproduzent.

## Leben
Elfand arbeitete zunächst als Talent Agent, bevor in den frühen 1970er Jahren in das Filmproduktionsgeschäft einstieg. Zum Ende des Jahrzehnts stieg er zum Produktionschef bei Warner Brothers auf. Er persönlich war direkt an der Produktion von sieben Filmen beteiligt, hinzu kommt seine Beteiligung an Ninas Alibi (1989) als Ausführender Produzent.
1976 wurde er gemeinsam mit Martin Bregman für die den Film Hundstage für den Oscar in der Kategorie Bester Film nominiert.

## Filmografie
- 1972: Round Up (Kansas City Bomber)
- 1975: Hundstage (Dog Day Afternoon)
- 1980: It's My Turn – Ich nenn'es Liebe (It’s My Turn)
- 1982: Ein Offizier und Gentleman (An Officer and a Gentleman)
- 1985: König David (King David)
- 1988: Claras Geheimnis (Clara’s Heart)
- 1990: Sein größtes Spiel (Talent for the Game)